# Martigny-les-Gerbonvaux
Martigny-les-Gerbonvaux è un comune francese di 122 abitanti situato nel dipartimento dei Vosgi nella regione del Grand Est.

## Società

### Evoluzione demografica
Abitanti censiti